# Kuwonharjo
Kuwonharjo is een bestuurslaag in het regentschap Magetan van de provincie Oost-Java, Indonesië. Kuwonharjo telt 4094 inwoners (volkstelling 2010).